# Мальцево (Шадрінський район)
Ма́льцево (рос. Мальцево) — село у складі Шадрінського району Курганської області, Росія. Адміністративний центр Мальцевської сільської ради.
Населення — 700 осіб (2010, 718 у 2002).
Національний склад станом на 2002 рік: росіяни — 95 %.